# Österreichischer Seniorenbund
De Österreichischer Seniorenbund (Nederlands: Oostenrijkse Seniorenbond) is een van de zes deelorganisaties van de christendemocratische Österreichische Volkspartei (ÖVP) die zich speciaal opkomt voor de belangen van ouderen. De organisatie - die rond de 300.000 leden telt en daarmee de grootste deelorganisatie van de ÖVP is - doet dit vanuit christelijke inspiratie. De Seniorenbund werd in 1952 opgericht.
Van 2005 tot januari 2016 was de vroeger voorzitter van de Nationale Raad, Andreas Khol, voorzitter van de Seniorenbund. Vanaf januari 2016 wordt deze functie vervuld door Ingrid Korosec.